# Futbolistes catalans als Mundials i Eurocopes
Llista dels futbolistes catalans que han participat en les fases finals dels 
Campionats del Món de Futbol (Mundials) i als Campionats d'Europa de Nacions (Eurocopes). S'inclouen futbolistes catalans i no catalans formats futbolísticament a Catalunya.
| 1934 Itàlia - Ricard Zamora - Joan Josep Nogués - Ramon Zabalo - Pere Solé - Martí Ventolrà - Crisant Bosch - René Llense 1938 França - René Llense 1950 Brasil - Antoni Ramallets - Josep Parra - Josep Gonzalvo - Marià Gonzalvo - Josep Juncosa - Estanislau Basora 1962 Xile - Salvador Sadurní - Francesc Rodríguez Rodri - Martí Vergés - Sígfrid Gràcia - Joan Segarra 1966 Anglaterra - Eladi Silvestre - Ferran Olivella - Josep Maria Fusté 1978 Argentina - Antoni Olmo - Carles Rexach 1982 Espanya - Josep Vicenç Sànchez 1986 Mèxic - Ramon Maria Calderé - Francisco José Carrasco (valencià) 1994 EUA - Albert Ferrer - Sergi Barjuan - Josep Guardiola 1998 França - Albert Ferrer - Sergi Barjuan - Guillermo Amor (valencià) - Albert Celades (andorrà) 2002 Corea del Sud-Japó - Carles Puyol - Curro Torres - Sergio Gonzàlez - Xavi Hernàndez - Albert Luque 2006 Alemanya - Carles Puyol - Xavi Hernàndez - Luis García - Cesc Fàbregas - José Manuel Reina (madrileny) 2010 Sud-àfrica - Víctor Valdés - Gerard Piqué - Carles Puyol - Joan Capdevila - Xavi Hernàndez - Cesc Fàbregas - Sergio Busquets - José Manuel Reina (madrileny) 2014 Brasil - Gerard Piqué - Jordi Alba - Xavi Hernàndez - Cesc Fàbregas - Sergio Busquets - José Manuel Reina (madrileny) 2018 Rússia - Gerard Piqué - Jordi Alba - Sergio Busquets - Thiago Alcântara (brasiler) - José Manuel Reina (madrileny) 2022 Qatar - David Raya - Eric García - Jordi Alba - Alejandro Balde - Sergio Busquets - Dani Olmo - Ansu Fati (Guinea Bissau) | 1964 Espanya - Salvador Sadurní - Josep Vicente - Ferran Olivella - Josep Maria Fusté 1980 Itàlia - Antoni Olmo - Francisco José Carrasco (valencià) 1984 França - Salva Garcia Puig - Francisco José Carrasco (valencià) 1988 Alemanya - Miquel Soler - Ramon Maria Calderé 1996 Anglaterra - Sergi Barjuan - Guillermo Amor (valencià) - Jordi Cruyff 2000 Bèlgica-Països Baixos - Sergi Barjuan - Josep Guardiola - Vicente Engonga - Gerard López 2004 Portugal - Joan Capdevila i Méndez - Carles Puyol - Gabri Garcia - Xavi Hernàndez - Albert Luque 2008 Àustria i Suïssa - Carles Puyol - Xavi Hernàndez - Joan Capdevila - Cesc Fàbregas - José Manuel Reina (madrileny) - Fernando Navarro - Sergio García 2012 Polònia i Ucraïna - Víctor Valdés - José Manuel Reina (madrileny) - Gerard Piqué - Jordi Alba - Xavi Hernàndez - Cesc Fàbregas - Sergio Busquets 2016 França - Gerard Piqué - Marc Bartra - Héctor Bellerín - Jordi Alba - Sergio Busquets - Cesc Fàbregas - Thiago Alcântara (brasiler) 2020 Europa - Jordi Alba - Eric García - Sergio Busquets - Gerard Moreno - Dani Olmo - Adama Traoré - Thiago Alcântara (brasiler) |